# پاپنبورگ
شهر پاپنبورگ (به آلمانی: Papenburg) در ایالت نیدرزاکسن در کشور آلمان واقع شده‌است.

## نگارخانه

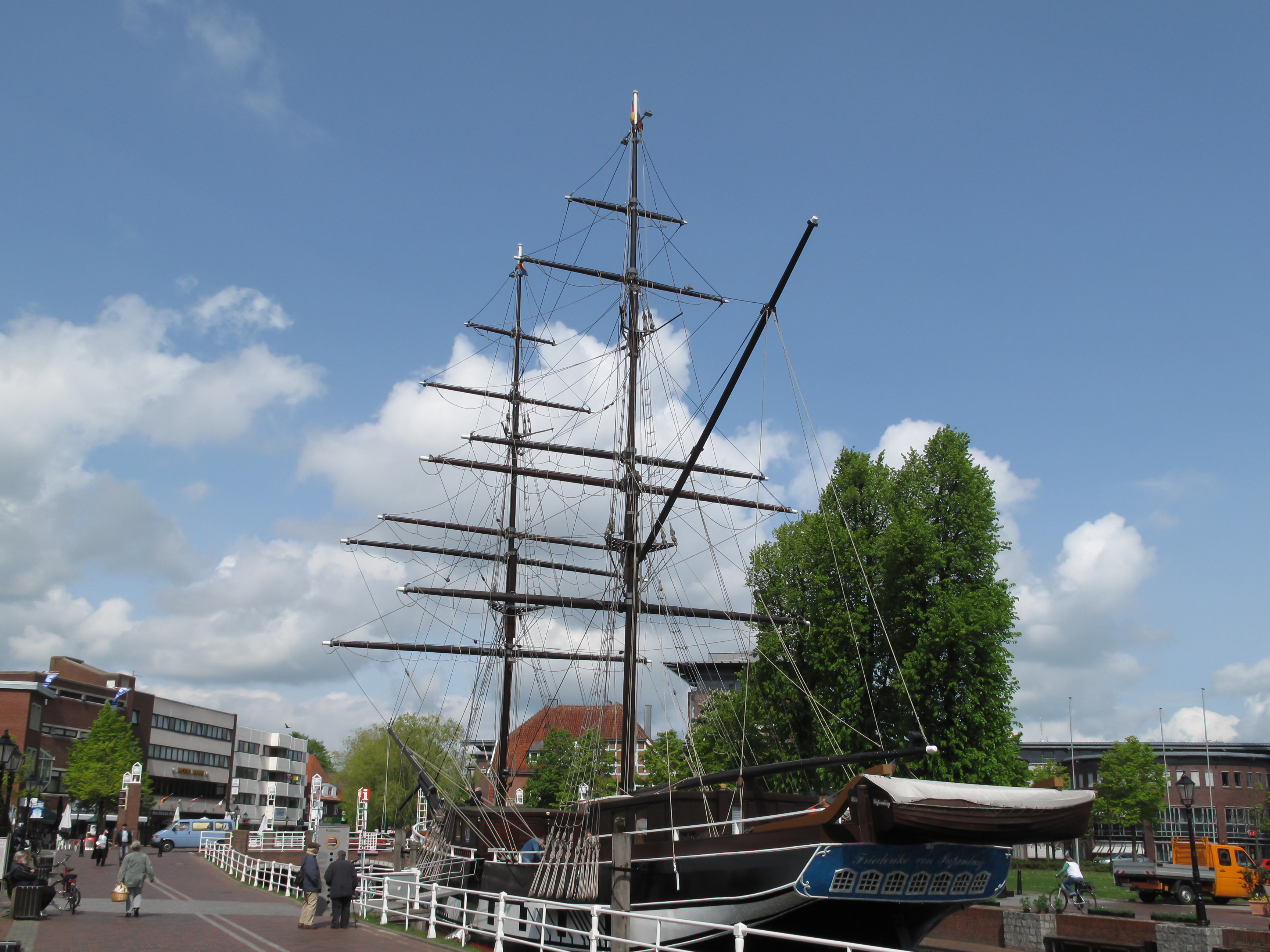
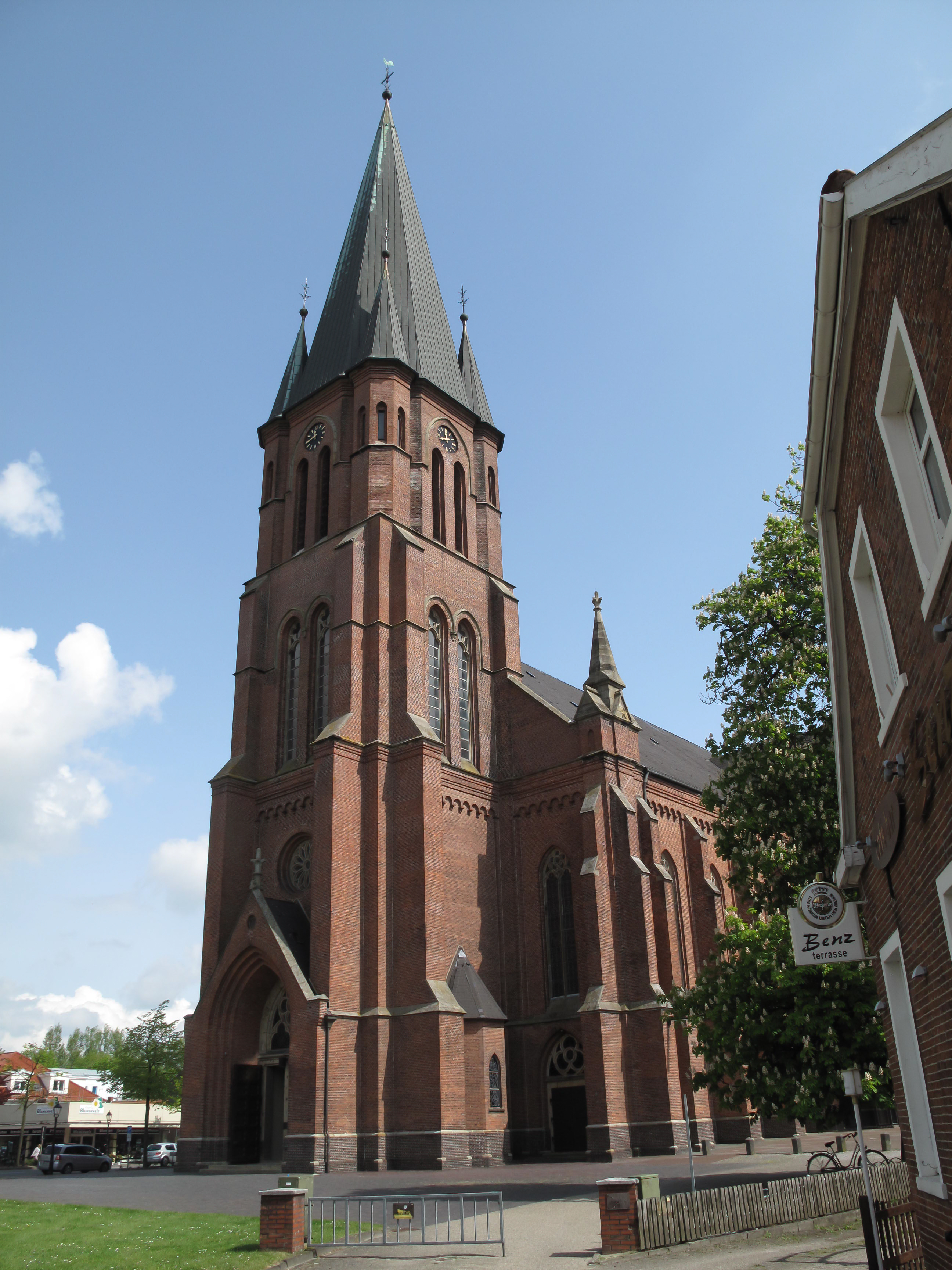